# Hélio Castroneves
Hélio Castroneves (właściwie Hélio Alves de Castro Neves; ur. 10 maja 1975 w São Paulo) – brazylijski kierowca wyścigowy, czterokrotny zwycięzca wyścigu Indianapolis 500 (2001, 2002, 2009, 2021).

## Życiorys

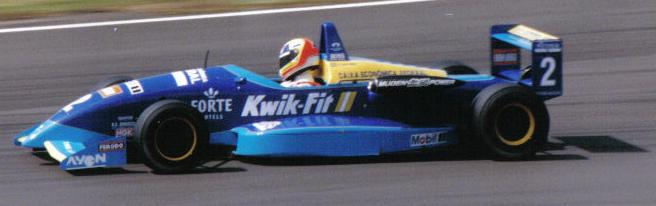
Castroneves podczas startów w Brytyjskiej Formule 3 w 1995 roku

Większość swojej kariery spędził w Stanach Zjednoczonych. W latach 1996–1997 startował w serii Indy Lights w zespole Tasman Motorsports, a w 1998 roku zadebiutował w serii CART w zespole Tony Bettenhausena. Od 2000 roku do chwili obecnej reprezentuje barwy Penske Racing. W 2002 roku wraz z zespołem przeniósł się z serii CART do Indy Racing League.
W trakcie występów w CART wziął udział w 79 wyścigach; zanotował 6 zwycięstw oraz 7 pole position. W Indy Racing League do chwili obecnej na jego koncie znajduje się 199 startów, 22 zwycięstwa oraz 33 pole positions (rekord serii).
W 2002, 2008, 2013 oraz 2014 roku został wicemistrzem IRL, ponadto w latach 2003 i 2006 zajmował trzecie miejsce w klasyfikacji końcowej. W serii CART jego najlepszym sezonem był 2001, gdzie zajął czwarte miejsce.

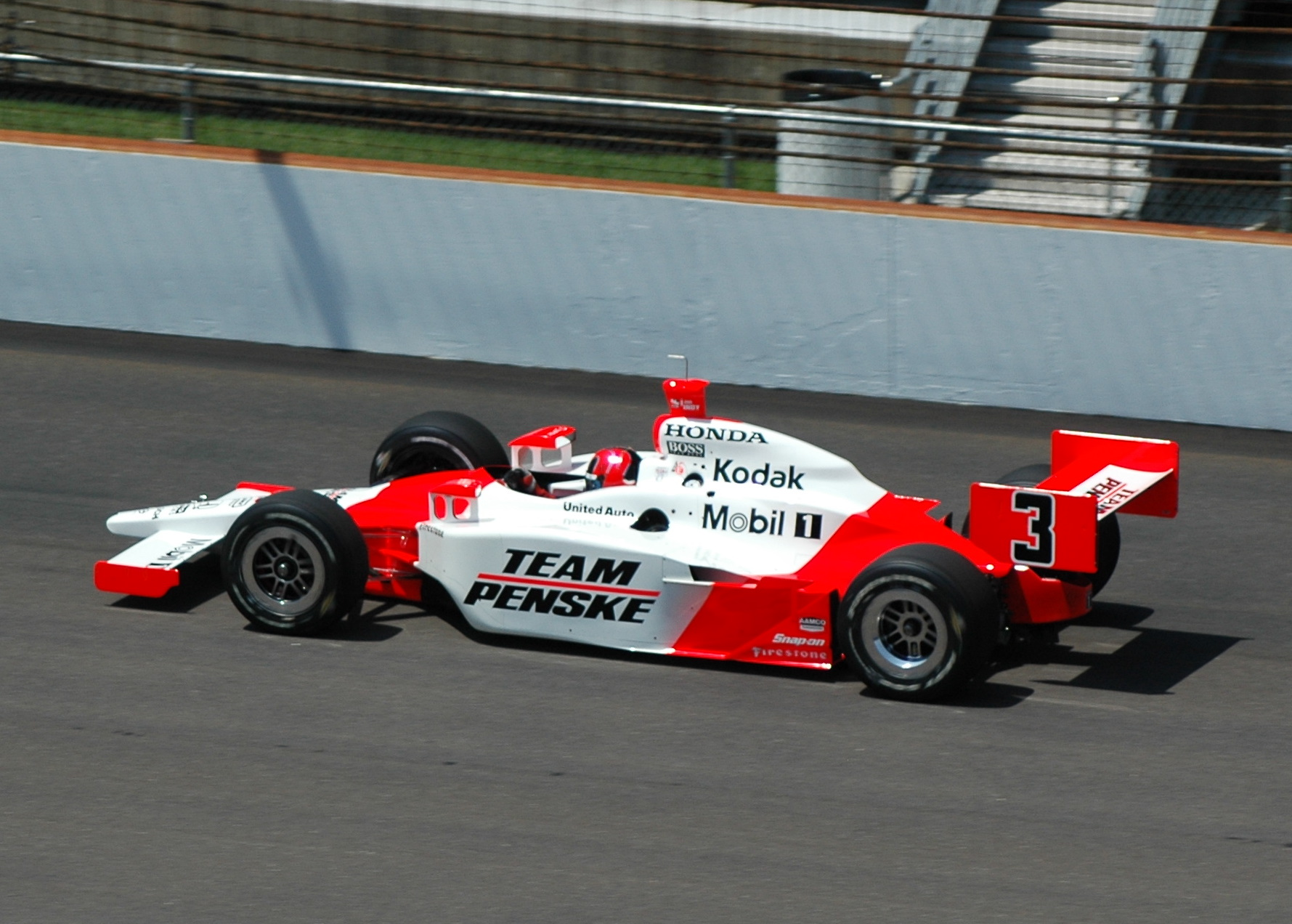
Hélio Castroneves podczas treningów przed Indianapolis 500 w 2007 roku

W latach 2001-2002 dwukrotnie zwyciężył w prestiżowym Indianapolis 500. W 2003 roku zajął drugie miejsce, natomiast w 2007 był trzeci. W 2009 roku zanotował swoje trzecie zwycięstwo. Tym samym stał się pierwszym zawodnikiem spoza USA, który ma na swoim koncie trzy zwycięstwa.
Znany jest z bardzo ekspresyjnego świętowania swoich zwycięstw. Po każdym wygranym wyścigu wspina się na siatkę ogradzającą tor, skąd pozdrawia kibiców. Dzięki temu zwyczajowi zyskał sobie przydomek Spider-Man.
W listopadzie 2007 roku zwyciężył w jednej z kolejnych edycji programu rozrywkowego Dancing with the Stars (wersja amerykańska).

### Problemy podatkowe
Udział Castronevesa w sezonie IndyCar 2009 stanął pod znakiem zapytania, bowiem wraz z siostrą Kati oraz prawnikiem Alanem Millerem został oskarżony o unikanie płacenia podatków w latach 1999-2004. Łączna kwota zaległości opiewała na 5,5 miliona dolarów. Prawnikom kierowcy nie udało się odroczyć daty rozpoczęcia procesu, którą wyznaczono na 2 marca 2009 roku.
Szef Castronevesa, Roger Penske zapowiedział, że znajdzie kierowcę zastępczego, jeśli rozprawy sądowe Brazylijczyka uniemożliwią mu start we wszystkich wyścigach sezonu. Proces odbył się na Florydzie.
13 stycznia 2009 roku Roger Penske ogłosił, że tymczasowym kierowcą zespołu został Will Power.
17 kwietnia 2009 roku Castroneves został uniewinniony z sześciu spośród siedmiu zarzutów i tym samym powrócił do zespołu Penske na wyścig w Long Beach. W ten sposób opuścił tylko inaugurację sezonu, rozegraną na torze w St. Petersburg.

## Starty w karierze
| Sezon | Seria               | Zespół              | Starty | PP | Zwyc. | Punkty | Pozycja |
| ----- | ------------------- | ------------------- | ------ | -- | ----- | ------ | ------- |
| 1995  | Brytyjska Formuła 3 | Paul Stewart Racing | 17     | 1  | 1     | 169    | 3.      |
| 1996  | Indy Lights         | Tasman Motorsports  | 11     | 1  | 1     | 84     | 7.      |
| 1997  | Indy Lights         | Tasman Motorsports  | 13     | 4  | 3     | 152    | 2.      |
| 1998  | CART                | Bettenhausen Racing | 19     | 0  | 0     | 36     | 17.     |
| 1999  | CART                | Hogan Racing        | 20     | 1  | 0     | 48     | 15.     |
| 2000  | CART                | Penske Racing       | 20     | 3  | 3     | 129    | 7.      |
| 2001  | CART                | Penske Racing       | 20     | 3  | 3     | 141    | 4.      |
| 2001  | Indy Racing League  | Penske Racing       | 2      | 0  | 1     | 64     | 24.     |
| 2002  | Indy Racing League  | Penske Racing       | 15     | 1  | 2     | 511    | 2.      |
| 2003  | IRL IndyCar Series  | Penske Racing       | 16     | 3  | 2     | 484    | 3.      |
| 2004  | IRL IndyCar Series  | Penske Racing       | 16     | 5  | 1     | 446    | 4.      |
| 2005  | IRL IndyCar Series  | Penske Racing       | 17     | 2  | 1     | 440    | 6.      |
| 2006  | IRL IndyCar Series  | Penske Racing       | 14     | 6  | 4     | 473    | 3.      |
| 2007  | IRL IndyCar Series  | Penske Racing       | 17     | 7  | 1     | 446    | 6.      |
| 2008  | IRL IndyCar Series  | Penske Racing       | 18     | 4  | 2     | 629    | 2.      |
| 2009  | IRL IndyCar Series  | Penske Racing       | 16     | 1  | 2     | 433    | 4.      |
| 2010  | IRL IndyCar Series  | Penske Racing       | 17     | 2  | 3     | 531    | 4.      |
| 2011  | IRL IndyCar Series  | Penske Racing       | 17     | 0  | 0     | 312    | 11.     |
| 2012  | IRL IndyCar Series  | Penske Racing       | 15     | 1  | 2     | 431    | 4.      |
| 2013  | IRL IndyCar Series  | Penske Racing       | 19     | 1  | 1     | 550    | 2.      |
| 2014  | IRL IndyCar Series  | Penske Racing       | 18     | 3  | 1     | 609    | 2.      |
| 2015  | IRL IndyCar Series  | Penske Racing       | 16     | 4  | 0     | 453    | 5.      |
| 2016  | IRL IndyCar Series  | Penske Racing       | 16     | 2  | 0     | 504    | 3.      |

## Starty w Indianapolis 500
| Rok  | Nadwozie | Silnik     | Start | Wynik | Uwagi   |
| ---- | -------- | ---------- | ----- | ----- | ------- |
| 2001 | Dallara  | Oldsmobile | 11    | 1     |         |
| 2002 | Dallara  | Chevrolet  | 13    | 1     |         |
| 2003 | Dallara  | Toyota     | 1     | 2     |         |
| 2004 | Dallara  | Toyota     | 8     | 9     |         |
| 2005 | Dallara  | Toyota     | 5     | 9     |         |
| 2006 | Dallara  | Honda      | 2     | 25    | Wypadek |
| 2007 | Dallara  | Honda      | 1     | 3     |         |
| 2008 | Dallara  | Honda      | 4     | 4     |         |
| 2009 | Dallara  | Honda      | 1     | 1     |         |
| 2010 | Dallara  | Honda      | 1     | 9     |         |
| 2011 | Dallara  | Honda      | 16    | 17    |         |
| 2012 | Dallara  | Chevrolet  | 6     | 10    |         |
| 2013 | Dallara  | Chevrolet  | 8     | 6     |         |
| 2014 | Dallara  | Chevrolet  | 4     | 2     |         |
| 2015 | Dallara  | Chevrolet  | 5     | 7     |         |
| 2016 | Dallara  | Chevrolet  | 9     | 11    |         |
| 2017 | Dallara  | Chevrolet  | 19    | 2     |         |
| 2018 | Dallara  | Chevrolet  | 8     | 27    | Wypadek |
| 2019 | Dallara  | Chevrolet  | 12    | 18    |         |
| 2020 | Dallara  | Chevrolet  | 28    | 11    |         |
| 2021 | Dallara  | Honda      | 8     | 1     |         |

## Życie prywatne
Jego partnerką była zawodowa tancerka Julianne Hough.
Przez sześć lat (do 2007 roku) był związany z Aliette Vazquez. Następnie związał się z Adrianą Henao.